# Circuit Franco-Belge 2024
Il Circuit Franco-Belge 2024, ottantatreesima edizione della corsa e valevole come ventiseiesima prova dell'UCI ProSeries 2024 categoria 1.Pro, si svolse il 29 maggio 2024 su un percorso di 190,6 km, con partenza da Tournai e arrivo a Mont-de-l'Enclus, in Belgio. La vittoria fu appannaggio dell'eritreo Biniam Girmay, il quale completò il percorso in 4h37'52", alla media di 41,156 km/h, precedendo il francese Axel Zingle e lo svizzero Marc Hirschi.
Sul traguardo di Mont-de-l'Enclus 95 ciclisti, dei 137 partiti da Tournai, portarono a termine la manifestazione.

## Squadre e corridori partecipanti
| N.      | Cod. | Squadra                |
| ------- | ---- | ---------------------- |
| 1-7     | LTD  | Lotto Dstny            |
| 11-16   | UAD  | UAE Team Emirates      |
| 21-27   | SOQ  | Soudal Quick-Step      |
| 31-37   | IWA  | Intermarché-Wanty      |
| 41-47   | COF  | Cofidis                |
| 51-57   | ARK  | Arkéa-B&B Hotels       |
| 61-67   | ADC  | Alpecin-Deceuninck     |
| 71-77   | IPT  | Israel-Premier Tech    |
| 81-87   | TEN  | TotalEnergies          |
| 91-97   | UXM  | Uno-X Mobility         |
| 101-107 | CJR  | Caja Rural-Seguros RGA |

| N.      | Cod. | Squadra                 |
| ------- | ---- | ----------------------- |
| 111-117 | Q36  | Q36.5 Pro Cycling Team  |
| 121-127 | BWB  | Bingoal WB              |
| 131-137 | TFB  | Team Flanders-Baloise   |
| 141-147 | TNN  | Team Novo Nordisk       |
| 151-156 | TDT  | TDT-Unibet Cycling Team |
| 161-166 | EKP  | Equipo Kern Pharma      |
| 171-177 | VRR  | Van Rysel-Roubaix       |
| 181-187 | TIS  | Tarteletto-Isorex       |
| 191-196 | PHV  | Parkhotel Valkenburg CT |
| 201-206 | PWB  | Philippe Wagner-Bazin   |

## Ordine d'arrivo (Top 10)
| Pos. | Corridore         | Squadra       | Tempo    |
| ---- | ----------------- | ------------- | -------- |
| 1    | Biniam Girmay     | Intermarché   | 4h37'52" |
| 2    | Axel Zingle       | Cofidis       | s.t.     |
| 3    | Marc Hirschi      | UAE           | s.t.     |
| 4    | Jenno Berckmoes   | Lotto         | s.t.     |
| 5    | Emilien Jeannière | TotalEnergies | s.t.     |
| 6    | Vincenzo Albanese | Arkéa         | s.t.     |
| 7    | Pau Miquel        | Kern          | s.t.     |
| 8    | Matyáš Kopecký    | Novo Nordisk  | s.t.     |
| 9    | Eduard Prades     | Caja Rural    | s.t.     |
| 10   | Kaden Groves      | Alpecin       | s.t.     |